# Delphic
Delphic — британская электронная группа из Манчестера. Подписаны на лейбл Polydor. Свой первый сингл «Counterpoint» выпустили в апреле 2009 года на лейбле R&S Records. Трек спродюсировал Эван Пирсон, который впоследствии выступил продюсером их дебютного альбома Acolyte. Следующим синглом стала песня «This Momentary», выпущена на лейбле Kitsuné Music. Клип на эту композицию получил три номинации на UK Music Video Awards. Дебютный альбом вышел в свет 11 января 2010 года и занял восьмое место в британском чарте. Первоначально Delphic существовали как трио, позже стали квартетом: к ним присоединился Дэн Хэдли в качестве ударника. Группа играла на таких фестивалях, как T In The Park, Рединг и Лидс, Creamfields, Bestival. Также коллектив является одним из пятнадцати, которые попали в престижный список BBC Sound of….

## Дискография

### Альбомы
- Acolyte (2010, Polydor)
- Collections (2013, Polydor)

### EP
- Counterpoint / This Momentary EP (2 октября 2009, Chimeric Records, iTunes Release)
- Doubt EP (3 января 2010, Chimeric Records, iTunes UK Release)
- EP2:
  1. Sanctuary
  2. Fences remix (originally by Phoenix)
  3. My keys, my boyfriend remix (originally by Everything Everything)
  4. This Momentary (extended remix)

### Синглы
- «Counterpoint» (апрель 2009, R&S)
- «This Momentary» (август 2009, Kitsuné)
- «Doubt» (январь 2010, Polydor)
- «Halcyon» (15 марта 2010, Polydor)
- «Counterpoint» (Tim Goldsworthy Edit переиздание) (7 июня 2010, Polydor)